# CTAS/JTAS
CTAS/JTASは、カナダの病院外来のための緊急度判定支援システムであるCTAS（Canadian Triage and Acuity Scale）を日本に翻訳・導入し、2012年4月までに日本版の緊急度判定支援システムであるJTAS（Japan Triage and Acuity Scale）を作成し公表するためのプロジェクト名で、日本臨床救急医学会JTAS検討委員会が担当している。

## CTAS/JTASプロジェクトの経緯
日本臨床救急医学会と日本救急看護学会では、合同トリアージナース育成検討委員会を置き、救急外来・時間外外来の「緊急度のみたて」（トリアージ）の開発を進めてきた。この検討作業のなかで、カナダで運用実績のあるCTASに着目し、2009年6月のカナダ救急医学会（開催地：アルバータ州カルガリー市）に代表団を派遣し、日本へのCTASの翻訳と導入、これをもとにした日本版 JTAS (Japan Triage & Acuity Scale)の開発につき契約を締結した。本プロジェクトは日本臨床救急医学会JTAS委員会が推進するプロジェクトで、
1. 冊子体とネット版でのCTAS翻訳版「緊急度判定支援システム」の刊行、
2. CTASプロバイダマニュアルの翻訳出版、
3. CTASプロバイダーコース（直訳版に基づくコース）の開催、

を進め、2012年4月に体系としてのJTASを完成させトライアルコースを北海道から九州まで開催した。JTASのソフトウェアは、2012年9月11日より、App StoreでiPad/iPhone用アプリとして販売されている。